# Daniel Schöpf
Daniel Schöpf (* 9. Jänner 1990 in Wien) ist ein österreichischer Fußballspieler.

## Karriere

### Verein
Seine Karriere begann Schöpf 1998 in der Jugendmannschaft des SV Gerasdorf/Stammersdorf. Im Jahr 2004 wechselte er in die Frank Stronach Akademie des FK Austria Wien, an der er im Jahr 2007 auch als Kooperationsspieler des SV Wienerberg fungierte. Am 1. August 2008 debütierte er für die Austria Wien Amateure im Spiel gegen den FC Lustenau 07 in der Ersten Liga, für die er insgesamt 33 Spiele absolvierte.
Im Sommer 2013 wechselte er zurück in die Bundesliga und unterschrieb beim SC Wiener Neustadt. Nach zwei Spielzeiten wurde er vom deutschen Regionalligisten SSV Jahn Regensburg verpflichtet. Mit Regensburg stieg er als Meister in die 3. Profi-Liga auf. Nach der Saison 2016/17 verließ er Regensburg.
Im Jänner 2018 kehrte er nach Österreich zurück, wo er sich dem viertklassigen SV Stripfing anschloss. Zur Saison 2018/19 wechselte er zum Zweitligisten Floridsdorfer AC. Nach der Saison 2018/19 verließ er den FAC. Nach einer Saison ohne Verein wechselte er zur Saison 2020/21 zum fünftklassigen SC Wolkersdorf.
Schöpf spielt üblicherweise im Mittelfeld, wurde aber auch schon als rechter Verteidiger eingesetzt.

### Nationalmannschaft
Sein bisher einziges Länderspiel bestritt er für die österreichische U-19-Nationalmannschaft gegen England im Victoria Park-Stadium, dieses Spiel verloren die österreichischen Nachwuchsfußballer mit 0:2.

## Erfolge
- Aufstieg in die 3. Liga 2016 mit dem SSV Jahn Regensburg
- Aufstieg in die 2. Fußball-Bundesliga 2017 mit dem SSV Jahn Regensburg